# Hidrotehnică
Hidrotehnica este o ramură a ingineriei construcțiilor care se ocupă cu cercetarea, proiectarea, execuția și întreținerea construcțiilor legate de utilizarea apelor sau de protecția împotriva acțiunilor lor distructive cât și de gestionarea apelor naturale astfel încât să se asigure confortul tuturor habitatelor din bazinul hidrografic. Prin expresia „acțiuni distructive” se înțeleg atât acțiunile apelor în situația surplusului acestora (în special inundații), cât și al deficitului acestora (irigații). 
Structurile care fac obiectul hidrotehnicii se numesc construcții hidrotehnice.
Hidrotehnica este studiată în cadrul facultăților de construcții, în zilele noastre făcând parte din ceea ce poartă numele de „inginerie civilă ambientală”.
Clasificarea construcțiilor hidrotehnice 
- după specificul folosinței: construcții energetice, de alimentare cu apă, portuare, de transport, de apărare, piscicole, de agrement
- după importanța economică și socială (de apărare, de asigurare a debitului hidraulic pentru consumatori)
- după însemnătatea funcțională: construcții principale și secundare
- după durata de funcționare: construcții permanente și provizorii